# Andreas Kolb
Andreas Kolb (23 de marzo de 1996) es un deportista austríaco que compite en ciclismo de montaña en la disciplina de descenso.
Ganó una medalla de plata en el Campeonato Mundial de Ciclismo de Montaña de 2023 y tres medallas de oro en el Campeonato Europeo de Ciclismo de Montaña entre los años 2022 y 2025.

## Medallero internacional
| Campeonato Mundial | Campeonato Mundial    | Campeonato Mundial | Campeonato Mundial |
| Año                | Lugar                 | Medalla            | Competición        |
| ------------------ | --------------------- | ------------------ | ------------------ |
| 2023               | Glasgow (Reino Unido) | Medalla de plata   | Descenso           |
| Campeonato Europeo |                       |                    |                    |
| Año                | Lugar                 | Medalla            | Competición        |
| 2022               | Maribor (Eslovenia)   | Medalla de oro     | Descenso           |
| 2024               | Champéry (Suiza)      | Medalla de oro     | Descenso           |
| 2025               | La Molina (España)    | Medalla de plata   | Descenso           |